# Hubertuskapelle (Floisdorf)

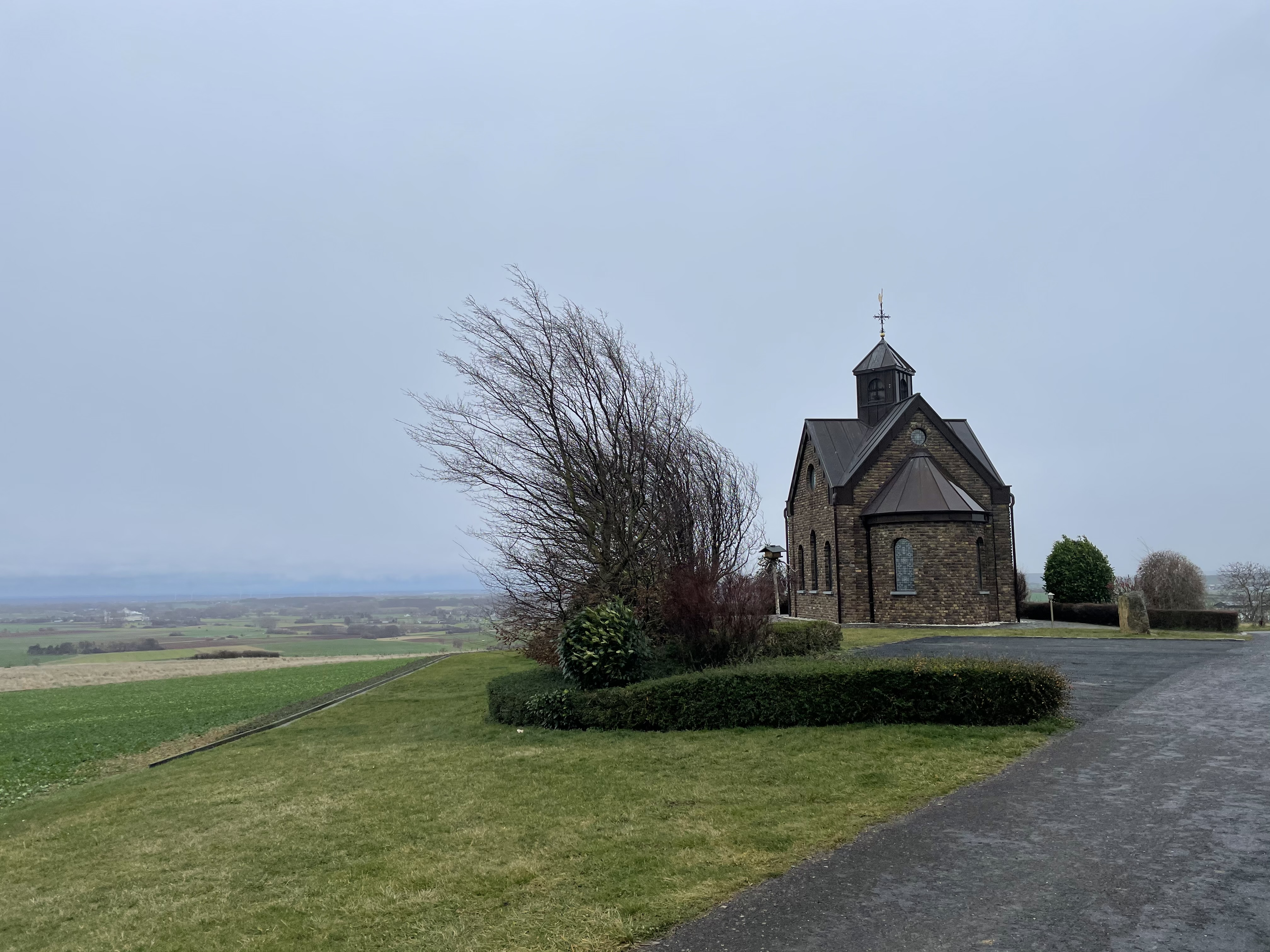
Hubertuskapelle Floisdorf

Die Hubertuskapelle ist ein Bildstock in Form einer Kapelle in Floisdorf, einem Ortsteil der Stadt Mechernich im Kreis Euskirchen im Land Nordrhein-Westfalen. Er entstand durch Eigenleistung mehrerer Privatpersonen, die ihre Idee in geselliger Runde auf einem Bierdeckel skizzierten.

## Lage

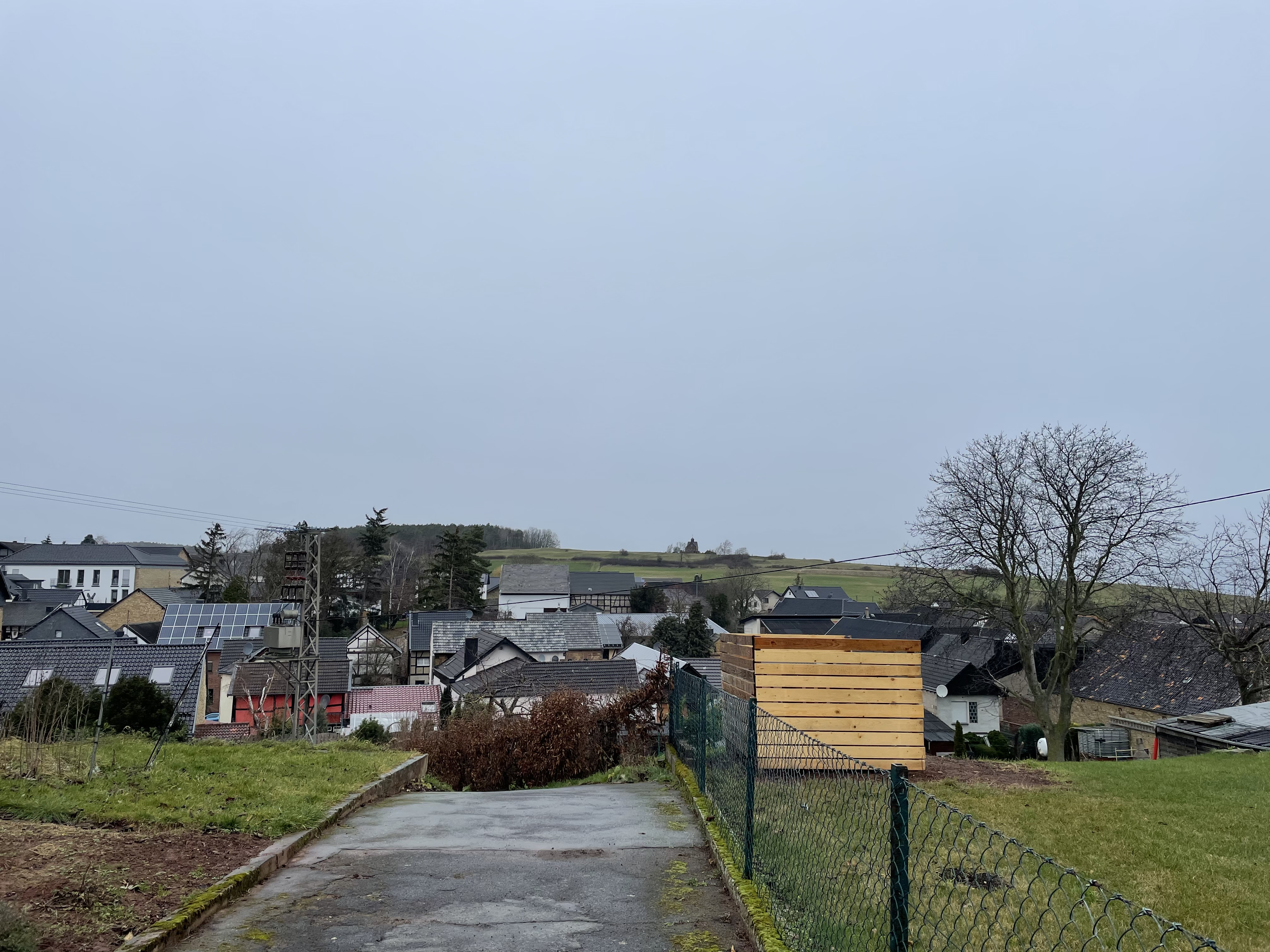
Blick von Westen auf Dorf und Kapelle

Das Bauwerk befindet sich nordwestlich der Gemeinde auf einer Anhöhe, die in ihrem südöstlichen Bereich bereits zum Naturschutzgebiet Bürvenicher Berg / Tötschberg zählt. Vom Ort aus führt die Straße Am Töschberg über einen nicht amtlich gewidmeten Weg zur Kapelle hinauf. Das Bauwerk steht auf einem leicht erhöhten Grundstück, das mit einer Hecke eingefriedet ist. Diese erhöhte Lage macht sie ortsbildprägend. Ein Wanderweg des Eifelvereins sowie ein örtlicher Wanderweg führen an dem Bauwerk vorbei.

## Geschichte

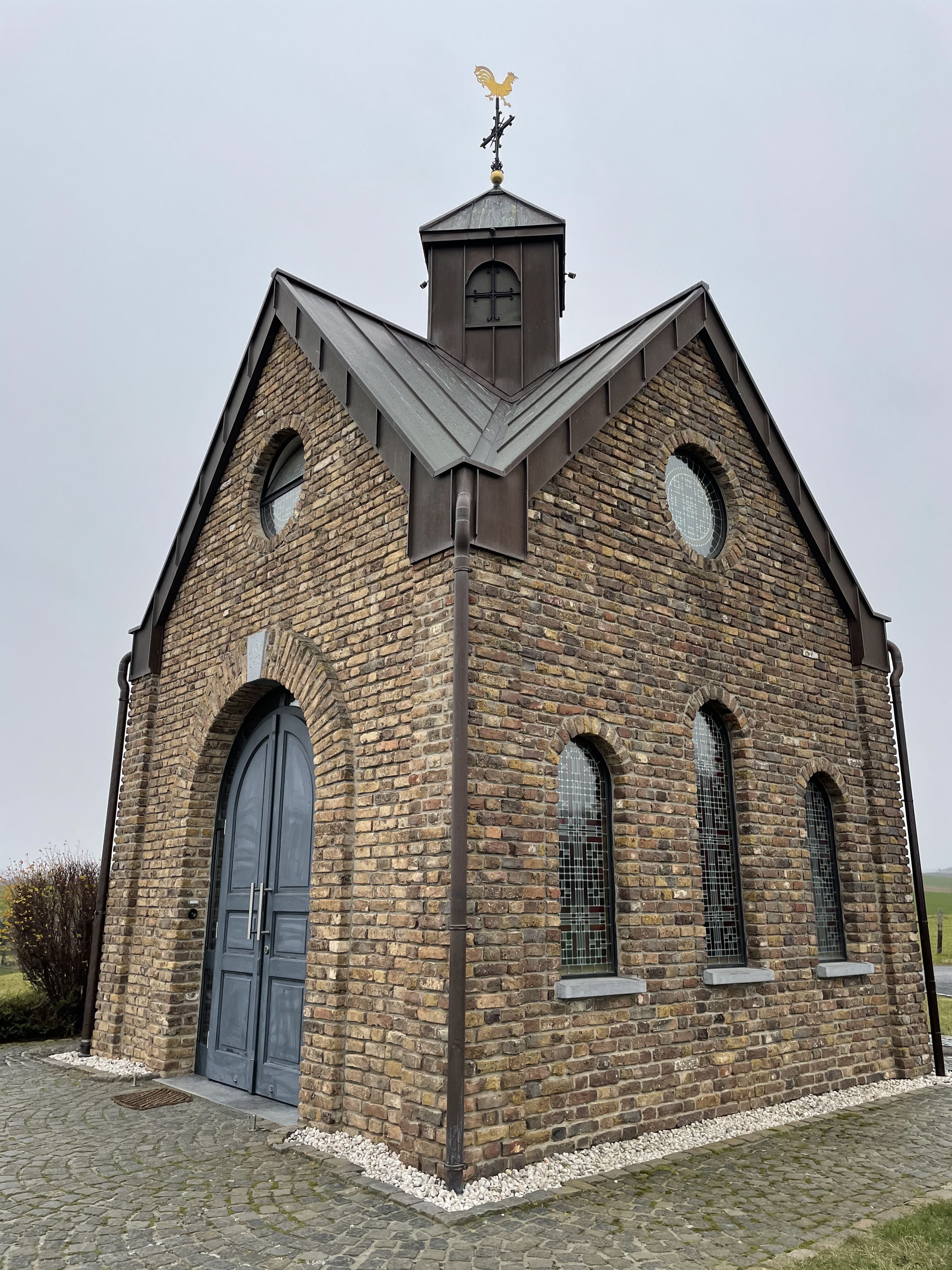
Ansicht von Nordwesten

Die Idee zum Bau einer Kapelle geht auf ein Zusammentreffen mehrerer Anwohner zurück, die sich ausweislich einer im Bauwerk ausliegenden Chronik am Pfingstsonntag, 19. Mai 2002 zugetragen haben soll. Sechs Bewohner diskutierten in einer örtlichen Gaststätte über die neu errichteten bzw. restaurierten Flurkreuze, die im Juni eingeweiht werden sollten. Einer der Anwesenden soll dabei in Mundart gesagt haben: „Die Krüzze sen schön on joot, evve ich hätt joh at ömmer jern in Floisdörp e Kapellche jehatt!!“ (Die Kreuze sind schön und gut, aber ich hätte schon immer gerne in Floisdorf eine Kapelle gehabt). Andere Teilnehmenden stimmten ein und erweiterten die Idee: „Dat Kapellche möht me von överall seehn könne!“ (Die Kapelle müsste man von überall aus sehen können!). In den folgenden Diskussionen kristallisierte sich der Tötschberg als Standort heraus. Gegen 23:30 Uhr wurde auf einem Bierdeckel das Gründungsdokument eines Kapellenvereins unterzeichnet. In der kommenden Pfingstwoche wurden die Planungen konkretisiert. Anfang Juni 2002 lagen erste Bauzeichnungen vor, so dass Ende des Monats eine Bauvoranfrage bei der Stadt Mechernich gestellt werden konnte. Am 3. November 2002, am Gedenktag des Hubertus von Lüttich, gründete sich die Interessengemeinschaft Tötschberg, die es sich zum Ziel gesetzt hatte, die vorhandene Natur und den geplanten Sakralbau in Einklang zu bringen. Nach rund einem Jahr wurde am 8. Mai 2003 die Baugenehmigung erteilt und die Bauarbeiten begannen am 17. Mai 2003. Auf dem höchsten Punkt des Berges und damit außerhalb des Naturschutzgebietes entstand zunächst ein rund 1,50 m hohes Fundament, auf dem am 8. Juni 2003 der Grundstein gelegt wurde. Aus einem Abbruch einer alten Villa standen Feldbrandziegel zur Verfügung, aus denen bis zum 21. August 2003 der Rohbau entstand. Anschließend wurde der Dachstuhl errichtet, so dass Ende Oktober das Richtfest gefeiert wurde. Über den Winter wurden Fenster mit Bleiglaseinfassung aufbereitet, die nach dem Umbau einer anderen Kapelle gestiftet worden waren. Im Herbst 2003 wurde eine Glocke bei der Eifeler Glockengießerei in Brockscheid gegossen. Sie zeigt auf einer Seite den Heiligen Hubertus als Bischof sowie die Inschrift „FLOISDORF 2003“, auf der anderen Seite ein Kreuz mit der Inschrift „IM KREUZ IST LEBEN“ und besitzt den Schlagton c‘‘‘. Am Karsamstag im Jahr 2004 gelangte sie auf die Vierung der Kapelle. Anschließend wurde eine Stufe am Chor gegossen, das Dach bis Anfang Mai 2004 mit Kupfer verkleidet und anschließend im Innenraum bis Oktober 2004 ein Putz aufgebracht und die Fenster eingebaut. Mitte November wurde das Portal eingebaut, anschließend um das Bauwerk eine Drainage mit einem unterirdisch verbauten Sammelbehälter angelegt, die bis zu 2000 Liter Regenwasser aufnehmen kann. Ab Januar 2005 erfolgte der Innenausbau mit einem Estrich, der anschließend mit Fliesen römischen Verband verkleidet wurde. Aus bis zu sechs Meter langem Kirchengestühl, das als Geschenk in die Kirchengemeinde kam, entstanden passende Knie- und Sitzbänke. Weitere Geschenke waren ein Kronleuchter, geschmiedete Leuchten und ein Holzkreuz, das über dem Chorbogen platziert wurde. Eine Bewohnerin aus dem Dorf hatte eine Fahne mit dem Bildnis des Heiligen Hubertus auf der Vorderseite sowie einem Abbild der Kapelle auf seiner Rückseite erstellt. Die Verantwortlichen entschieden, dass dieses Werk nur zu besonderen Anlässen in der Kapelle ausgehangen werden soll. Ab April 2005 wurden die Außenanlagen erstellt; für die Fußwege kam dabei Basalt zum Einsatz, im Mai wurde eine Platane gepflanzt und eine rund 300 Meter lange Asphaltdecke zur Zufahrt des unterhalb der Kapelle gelegenen Parkplatzes gegossen. Die Einweihung fand am Pfingstsonntag, 15. Mai 2005 im Beisein des Dechant Mehren und des Pfarrers Kraus statt. In den Folgejahren musste die Kirchengemeinde feststellen, dass sich in einer Nische Schimmel ausbildete. Die Kapelle wurde daher am 13. Mai 2008 geschlossen, eine zusätzliche Isolierung in das Gewölbe eingezogen und das so sanierte Bauwerk im Juni 2008 wieder geöffnet.

## Baubeschreibung

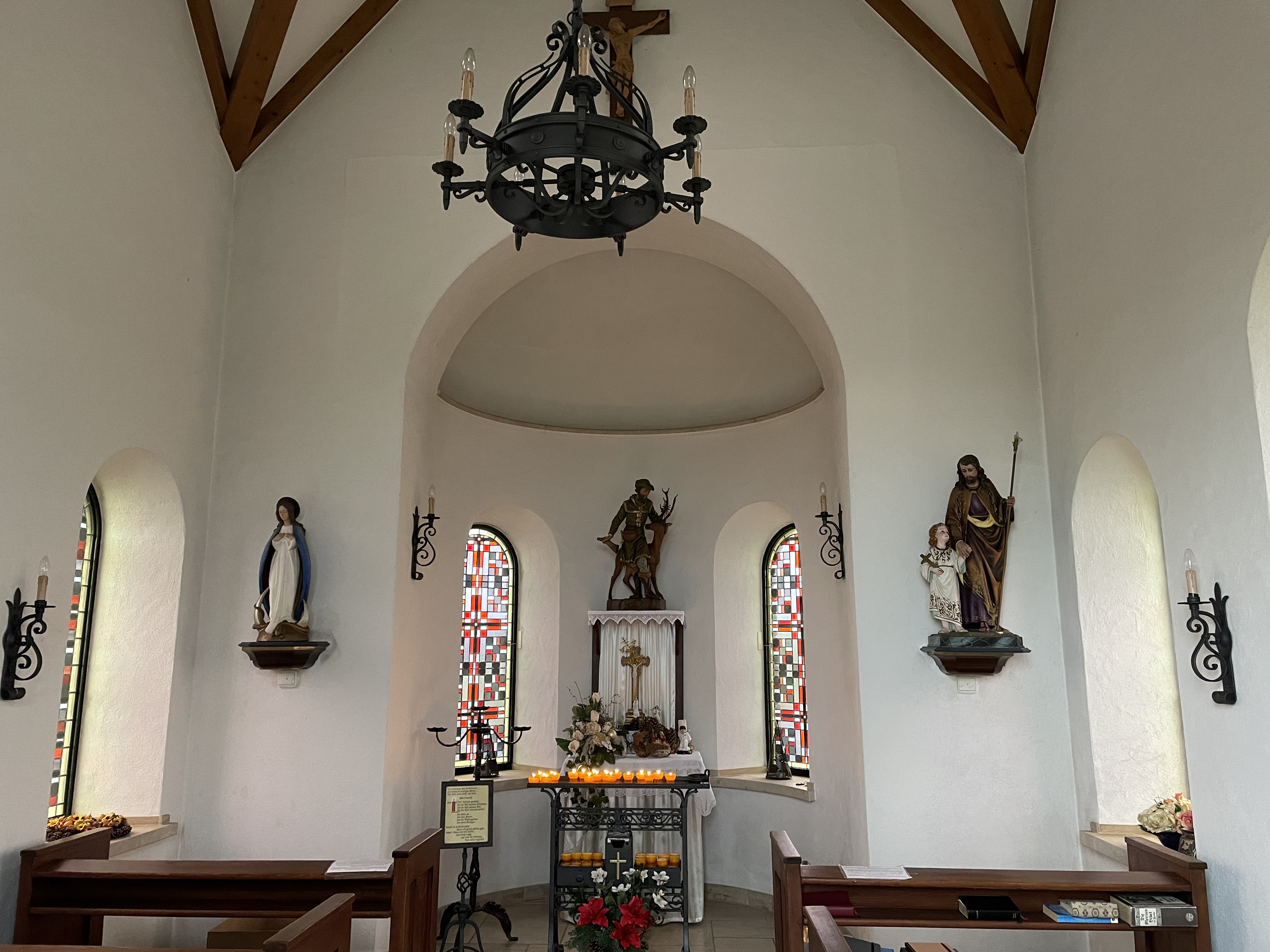
Blick in den Chor

Das Bauwerk wurde im Wesentlichen aus alten Feldbrandziegeln erstellt und hat einen rechteckigen Grundriss bei einer Länge von 6,5 m und einer Breite von 5 m sowie einer Mauerstärke von 45 cm. Das Bauwerk ist 6,5 m hoch. Der Chor ist halbrund und leicht eingezogen. Im Nord- und Südosten befindet sich jeweils ein großes Rundbogenfenster. In diese Öffnungen wurde am Rand aus Flachglas ein gelber Rahmen gearbeitet. Darin befinden sich weitere zahlreiche farbige rechteckige und quadratische Flachglasstücke, die ein Bleiglasfenster formen. Der Chor trägt ein Kegeldach, das bis in den Giebel des Bauwerks hineinragt; oberhalb ist ein Ochsenauge. Die Nord- und Südseite des Kirchenschiffs sind symmetrisch aufgebaut. In beiden Feldern sind drei große Rundbogenfenster, von denen das mittige leicht überhöht ist. Oberhalb ist im Giebel ein großes Ochsenauge. Der Zugang erfolgt von Westen über ein großes und ebenfalls rundbogenförmiges Portal, dessen Umfassung leicht nach außen vorsteht. Oberhalb ist ein weiteres, kleineres Ochsenauge. Das Kirchendach ist mit Kupfer eingedeckt; auf seiner Vierung sitzt, um 45° zum Dach versetzt, ein kleiner, drei Meter hoher Dachreiter. In dem rechteckigen Aufsatz sind an jeder Seite ein kleines Rundbogenfenster. Oberhalb ist ein Pyramidendach, das mit einem Kreuz und einer Wetterfahne abschließt. Diese wurde von einem Handwerker aus dem Ort geschmiedet.

## Ausstattung
Im Chor steht ein kleiner, neuzeitlicher Altar, in dessen Altarblatt ein Kruzifix eingelassen ist. Oberhalb ist eine plastische Figur des Heiligen Hubertus zu sehen. Die Chorstufe ist erhöht; darin befindet sich eine Kassette mit Dokumenten über die Baumaßnahme. Im Schiff steht an nördlichen Chorwand auf einer kleinen Konsole eine plastische Darstellung des Heiligen Johannes mit Christuskind; an der südlichen Chorwand ist eine weitere Konsole, auf der Mondsichelmadonna ruht. Im Triumphbogen hängt ein weiteres Kruzifix. Zur weiteren Kirchenausstattung gehören ein Kronleuchter, mehrere geschmiedete Kerzenhalter sowie zwei plastische Engelsdarstellungen, die ebenfalls eine Kerze tragen können. An der Südwand steht in einer Fensternische ein segnender Christus. Das Gestühl ist neuzeitlich. Am Eingang erinnert eine kleine Gedenktafel an den Pfarrer Heinrich Jumpertz, der als Pfarrer von 1966 bis 2002 in der Pfarrkirche St. Pankratius des Ortes wirkte. Der Innenraum wie auch der Chor sind weiß verputzt. Im Dachreiter hängt eine Glocke, die 2003 gegossen wurde. Die Einfriedung des Grundstücks besteht aus Basaltsteinen, die Pflasterung aus kleineren Basaltsteinen.

## Kirchenrechtliche Einstufung
Kirchenrechtlich handelt sich bei dem Bauwerk nicht um eine geweihte Kapelle, sondern um einen Bildstock. Eine von einem Floisdorfer Bürger begehrte Hochzeit wurde daher vom örtlichen Pfarrer abgelehnt. Die Familie konnte schließlich den Pfarrer im benachbarten Kallmuth zur Trauung bewegen; diesem soll aber nicht bewusst gewesen sein, dass es sich nicht um einen konsekrierten Sakralraum handelte.